# Видеотелефония
Видеотелефония (англ. videotelephony) — услуга телефонии с одновременной передачей видеосигнала между участниками сеанса (сессии) связи.
В традиционной проводной связи передача видеосигнала обычно осуществляется по IP сетям (VoIP телефония) с использованием протоколов SIP или H.323. Для общения по видеосвязи необходим компьютер с программой-софтфоном или видеотерминал (видеотелефон, групповая система видеоконференцсвязи и т. п.).
Для использования видеотелефонии в сетях сотовой связи необходимо иметь два сотовых телефона или смартфона/коммуникатора с фронтальными камерами (сеть сотовой подвижной связи при этом должна работать в стандартах третьего поколения (3G) или более поздних: 4G, 5G, …).
Широкое распространение высокоскоростных каналов доступа к сети Интернет, а также увеличение производительности настольных и мобильных компьютеров, привело к появлению услуг видеотелефонии, предоставляемых по модели SaaS (англ. software as a service «программное обеспечение как услуга»). В этой модели не требуется никакое дополнительное программное обеспечение, сервис предоставляется через web-браузер и является платформонезависимым. Полная интеграция с ТФОП через протоколы SIP или H.323 позволяют использовать разнотипное оконечное оборудование (напр.: инициатором звонка может являться страница в браузере, а терминатором — видеотелефон).